# Pipizini
Tribu
Les Pipizini sont une tribu d'insectes diptères brachycères de la famille des Syrphidae et de la sous-famille des Eristalinae.

## Liste des genres
Selon BioLib (29 mai 2019) :
- genre Cryptopipiza Mutin, 1998
- genre Heringia Rondani, 1856
- genre Pipiza Fallén, 1810
- genre Pipizella Rondani, 1856
- genre Trichopsomyia Williston, 1888
- genre Triglyphus Loew, 1840